# Бедашкі-Малі
Бедашкі-Малі (пол. Biedaszki Małe, нім. Klein Neuhof) — село в Польщі, у гміні Кентшин Кентшинського повіту Вармінсько-Мазурського воєводства.
У 1975-1998 роках село належало до Ольштинського воєводства.